# Greg Crump
Greg Crump é um atleta e treinador australiano na modalidade tênis em cadeira de rodas. Comandou a seleção australiana de TCR nos Jogos Paralímpicos de Verão de 2012 em Londres.